# Капская трясогузка
Капская трясогузка (лат. Motacilla capensis), — вид птиц семейства трясогузковых (Motacillidae). Широко распространены на юге Африки: в Уганде, Конго, Кении, Замбии, Анголе, ЮАР. Выделяют три подвида.

## Описание
Капская трясогузка имеет тусклое оперение и относительно короткий хвост, оливково-серую грудь и мордочку, с бурыми бровями и темными участками вокруг глаз. Подхвостье кремово-белое, на нижней части груди и брюхе может быть слабый розоватый оттенок. Грудная полоса тёмная, а бока груди и бока оливково-серые. Буровато-чёрные крылья имеют бледные края перьев, хвост черноватый, а два внешних хвостовых пера белые. 
Молодые особи похожи на взрослых, но сверху более коричневые, а снизу более желтые. У трясогузки также есть характерный чёрный треугольник на груди.

## Распространение
Капские трясогузки обитают в восточной и южной Африке от Уганды, восточной части Конго и Кении, через Замбию и Анголу на юг Африки до Западно-Капская провинции ЮАР и мыса Доброй Надежды (с чем связано научное название capensis).
Капскую трясогузку можно встретить практически в любой среде обитания, где есть открытая местность, прилегающая к воде, а также вдоль скалистого побережья, на фермах, у домов, в деревнях, на фермах, в парках, садах , в центрах городов, а также вдоль рек с деревьями, медленно текущих ручьев, затопленных земель и пастбищ, В Восточной Африке она обычно встречается на высоте более 2000 м над уровнем моря.

## Поведение
В основном оседлые. Некоторые особи кочуют по частям Восточной Африки, а в некоторых районах Южной Африки и Замбии могут быть дальними альпийскими мигрантами или частичными мигрантами. После размножения или при неблагоприятных погодных условиях могут наблюдаться увеличения численности в некоторых местах в сухие зимние месяцы; отмечается приток в Ботсване во время сухого сезона, что предполагает регулярные сезонные миграции. Вне сезона размножения могут образовывать стаи и общие ночлежки (до 100 птиц) в тростниковых зарослях или на деревьях, часто в оживленных городских центрах.

## Размножение
Моногамны, создают постоянные пары, живут одиночно и территориально.
Гнездо, построенное обоими родителями, представляет собой чашечку из травы, корней и листьев, выстланную более тонкими корнями, шерстью крупного рогатого скота и иногда пухом или перьями, спрятанную в растительности на земле или в низкой растительности, иногда на высоте до 6 м на дереве, кустарнике или в подлеске, обычно над водой или вблизи нее. 
В кладке 1–4 яйца, в исключительных случаях 5–7. Откладывает яйца в большинство месяцев, за сезон может быть до шести выводков. Насиживают оба родителя, период высиживания 13–14 дней. Кормят оба родителя 14–18 дней до вылета из гнезда, а так же 20–25 дней после вылета. Когда птенцы в гнезде, взрослые птицы имитируют травму, чтобы отвлечь хищников от гнезда.
В гнездах регулярно паразитируют красногрудая кукушка (Cuculus solitarius) и бронзовая кукушка (Chrysococcyx caprius).

## Питание
Рацион в основном состоит из мух, комаров и их личинок, личинок и взрослых бабочек, жуков, муравьёв, стрекоз и их нимф, термитов. Также употребляются в пищу ракообразные и мелкие крабы, улитки, головастики и мелкая рыба. Могут поедать остатки пищи, начиная от сырого мяса и сала до хлеба, пирожных, сыра и вареных яиц. 
Питается на влажной грязи и во влажных травянистых местах, часто среди скота. Обычно охота включает в себя ходьбу и сбор пищи или стремительное преследование насекомых на земле, а также ходьбу в мелкой воде и поедание добычи в воде или над ней. Иногда делает короткие воздушные вылеты с деревьев, подобно M. cinerea. 
Кормится по одиночке, парами или в семейных группах, вне брачного периода также образует стаи до 50 особей.

## Систематика
Вид был описан Карлом Линнеем в 1766 году в 10-м издании «Системы природы».

### Подвиды
По данным базы Международного союза орнитологов в составе вида Motacilla capensis выделяют 3 подвида:
- Motacilla capensis simplicissima Neumann, 1929. От Анголы до юго-восточной части ДРК, Замбии, полосы Каприви, северной Ботсваны и западного Зимбабве;
- Motacilla capensis capensis Linnaeus, 1766. Номинативный. Намибия, Южноафриканская Республика, Лесото, Эсватини, Зимбабве и центральный Мозамбик;
- Motacilla capensis wellsi Ogilvie-Grant, 1911. Высокогорья восточной ДРК до Уганды и Кении.